# Pine River Valley and Stevens Point Railway
| Lieferung der ersten Lokomotive der Richland Center Branch (Rockwell) Lieferung der ersten Lokomotive. Twin Bluffs, 1876 |                        |                               |                        |
| Pine River Trail (Rails to Trails) auf der alten Trasse |                        |                               |                        |
| Streckenlänge: | 16,22 Meilen = 26,1 km |                               |                        |
| Spurweite: | vermutlich 914 mm      |                               |                        |
| |                        |                               |                        |
| \| \| 0,0 \| Lone Rock \| Lone Rock \| \| \| 9,3 \| Gotham \| Gotham \| \| \| 15,6 \| Twin Bluffs \| Twin Bluffs \| \| \| 26,1 \| Richland Center \| Richland Center \| \| \| \| geplante Streckenverlängerung \| \| \| \| \| geplant: Stevens Point[1] \| \| |                        |                               |                        |
| Haltepunkt / Haltestelle Streckenanfang (Strecke außer Betrieb) | 0,0                    | Lone Rock                     | Lone Rock              |
| Haltepunkt / Haltestelle (Strecke außer Betrieb) | 9,3                    | Gotham                        | Gotham                 |
| Haltepunkt / Haltestelle (Strecke außer Betrieb) | 15,6                   | Twin Bluffs                   | Twin Bluffs            |
| Bahnhof (Strecke außer Betrieb) | 26,1                   | Richland Center               | Richland Center        |
| |                        | geplante Streckenverlängerung |                        |
| Kopfbahnhof Streckenende (Strecke außer Betrieb) |                        | geplant: Stevens Point        | geplant: Stevens Point |

Die Pine River Valley & Stevens Point Railway war eine 26,1 km lange Schmalspurbahn auf hölzernen Schienen von Lone Rock nach Richland Center in Wisconsin.

## Geschichte

### Gründung und Streckenbau
Die Gesellschaft wurde in den frühen 1870er Jahren gegründet mit dem Ziel, „die Entwicklung des Pine River Valley und der Stevens Point Railroad zu fördern.“ Sie bestand aus einigen der geschäftstüchtigsten und wohlhabendsten Bürger in Richland Center. George Krouskop, David James und Norman James wollten das Unternehmen „halten und betreiben, bis es bezahlt ist.“

### Betrieb

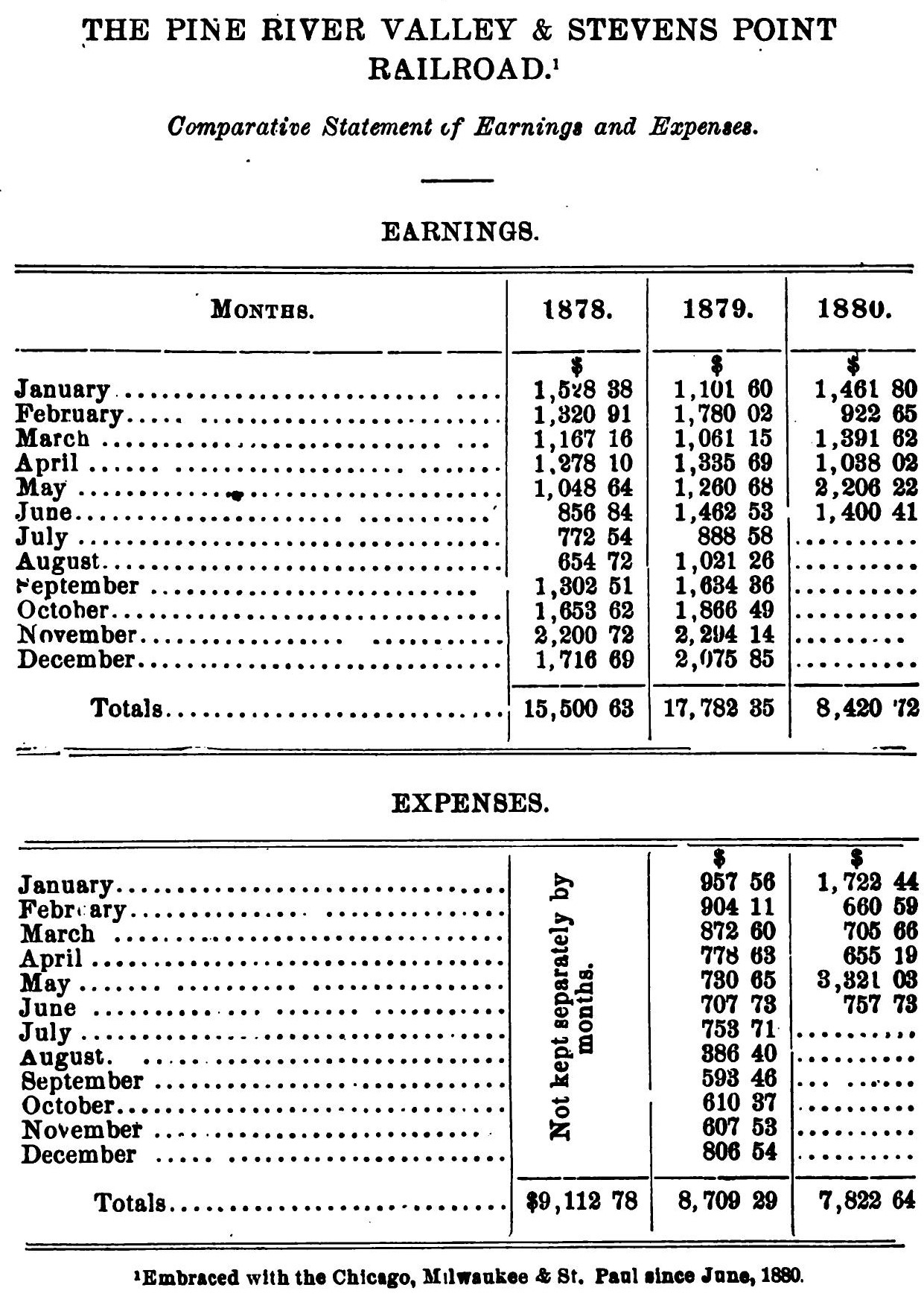
Einnahmen und Ausgaben, 1878–1880

Die schmalspurige Zweiglinie, deren Bau mehrere Jahre lang geplant worden war, hatte einen guten Start, als eine Dampflokomotive auf einem mit Pferde- und Ochsengespannen gezogenen Langholzwagen angeliefert wurde. Sie wurde im Juli 1876 in Betrieb genommen und anschließend vom Bahnhof in Richland Center aus betrieben.
Die Pine River Valley & Stevens Point Railway war 1878–1880 profitabel und erfolgreich.

### Übernahme und Umspurung
Im Juni 1880 übernahm die Chicago, Milwaukee & St. Paul Company die Strecke und spurte sie auf Normalspur um. Im Geschäftsjahr 1980/81 investierte sie 87.422 $ für den Bau und Unterhalt der Pine River Valley & Stevens Point Railway. Im ersten Halbjahr 1889 waren die Aktien und Anleihen des Unternehmens im Wesentlichen im Besitz der Chicago, Milwaukee & St. Paul Company.

### Stilllegung und heutige Nutzung der Trasse
Der letzte gemischte Normalspur-Personen- und Güterzug verkehrte in den späten 1940er Jahren. Spätestens in den 1990er Jahren wurde die Strecke auch für den Güterverkehr stillgelegt. Das Right of Way wird heute(2019) auf dem Pine River Trail unter dem Slogan „Rails to Trails“ für einen Rad-Wanderweg genutzt.